# متحف البحرين الوطني
متحف البحرين الوطني هو أحد أكبر وأقدم المتاحف العامة في البحرين. شيد المتحف بالقرب من شارع الملك فيصل السريع في المنامة وافتتح في ديسمبر 1988. بلغت تكلفة بناء المتحف 30 مليون دولار أمريكي (11.34 مليون دينار بحريني) بينما تبلغ مساحته 27800 متر مربع ويتكون من مبنيين. مسرح البحرين الوطني يقع بجوار المتحف.

## المعارض
يمتلك المتحف مجموعة غنية من التحف الأثرية القديمة في البحرين المكتسبة منذ عام 1988 وتغطي 6000 عام من تاريخ البحرين. يضم المتحف ثلاث قاعات مكرسة لعلم الآثار وحضارة دلمون القديمة بينما قاعتان أخريان تصور الثقافة ونمط الحياة في الماضي ما قبل الثورة الصناعية الأخيرة في البحرين.
في عام 1993 تم افتتاح قاعة أخرى وهي قاعة التاريخ الطبيعي مع التركيز على البيئة الطبيعية من البحرين. هذه القاعة تحتوي على عينات من النباتات والحيوانات في البحرين. بين المعروضات في قسم التاريخ القديم قبور حقيقية تم نقلها من موقعها في الصحراء وإعادة تجميعها في المتحف. ميزة أخرى هي اللوحة التي تصور مشهد من ملحمة جلجامش (الذي يشار إلى البحرين باسم دلمون الجنة).
يتم عرض المخطوطات القرآنية القديمة وعلم الفلك والوثائق والرسائل التاريخية في قاعة الوثائق والمخطوطات. صمم المبنى من قبل شكة كيه إتش آر أركتيكتير من الدنمارك.
يحتوي المبنى الأصلي على تسع صالات عرض رئيسية وقاعة تعليمية ومحل لبيع الهدايا وكافتيريا بالإضافة إلى المكاتب الإدارية والمختبرات والمستودعات لحفظ المقتنيات ومواقف السيارات.

## معرض صور

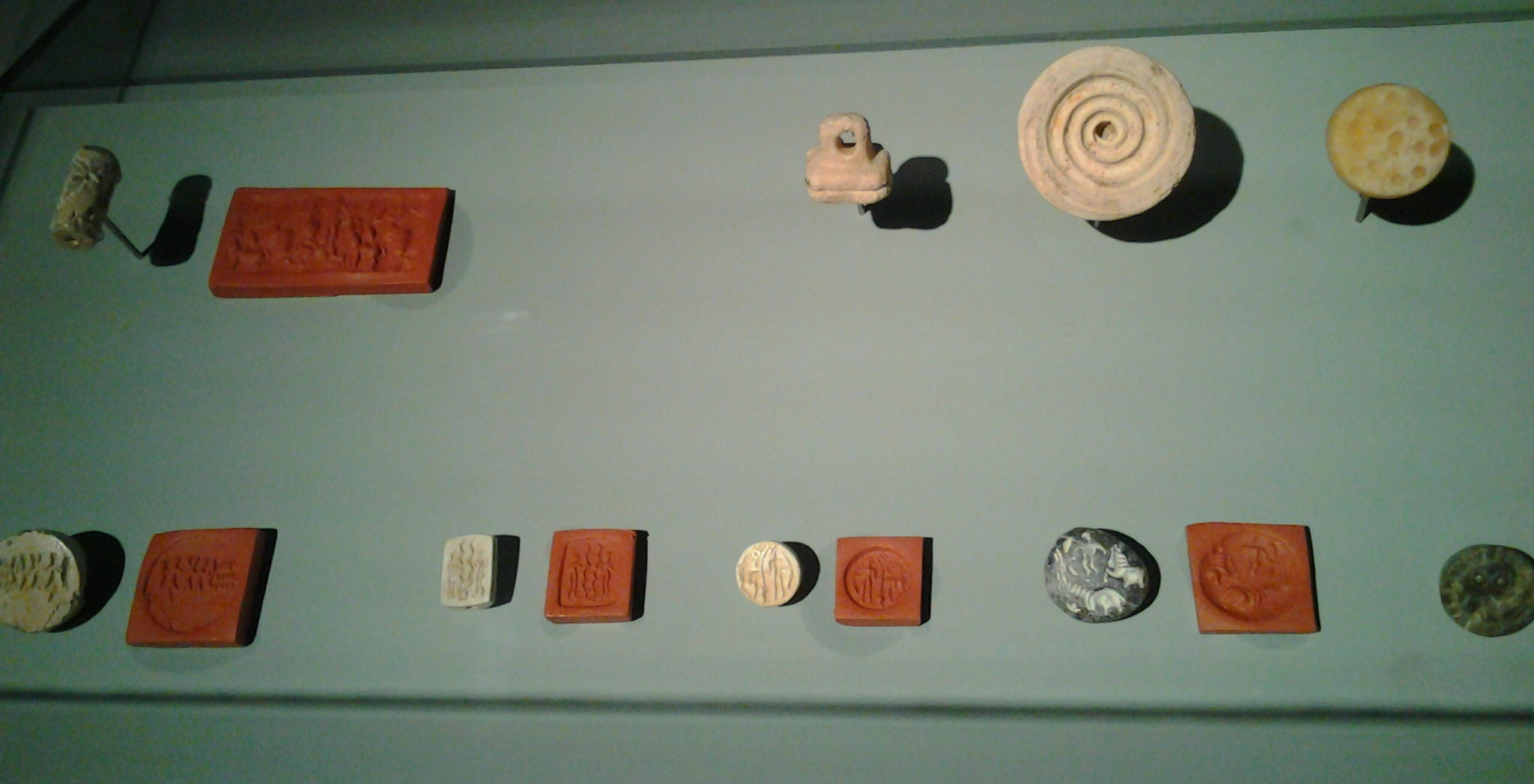
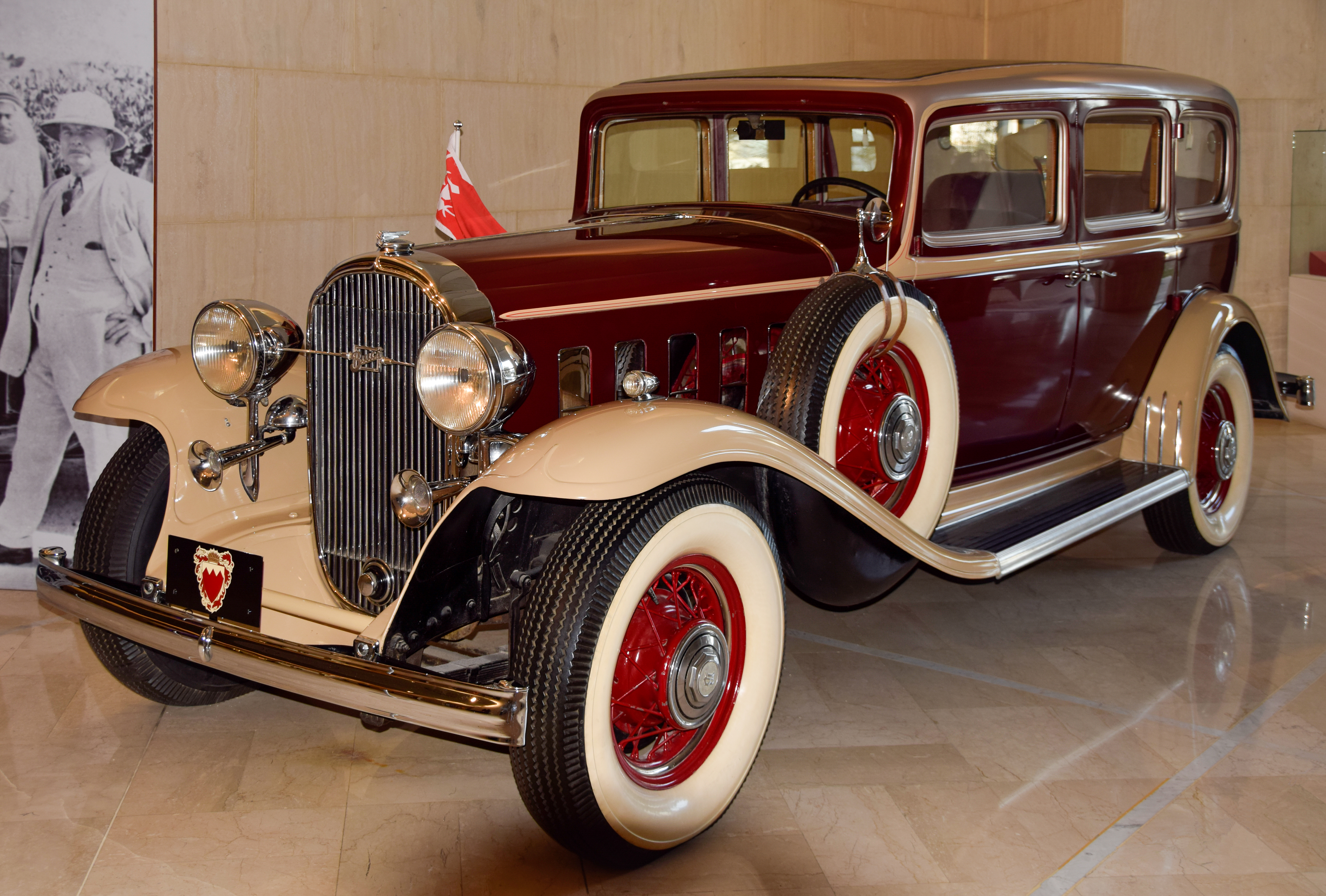
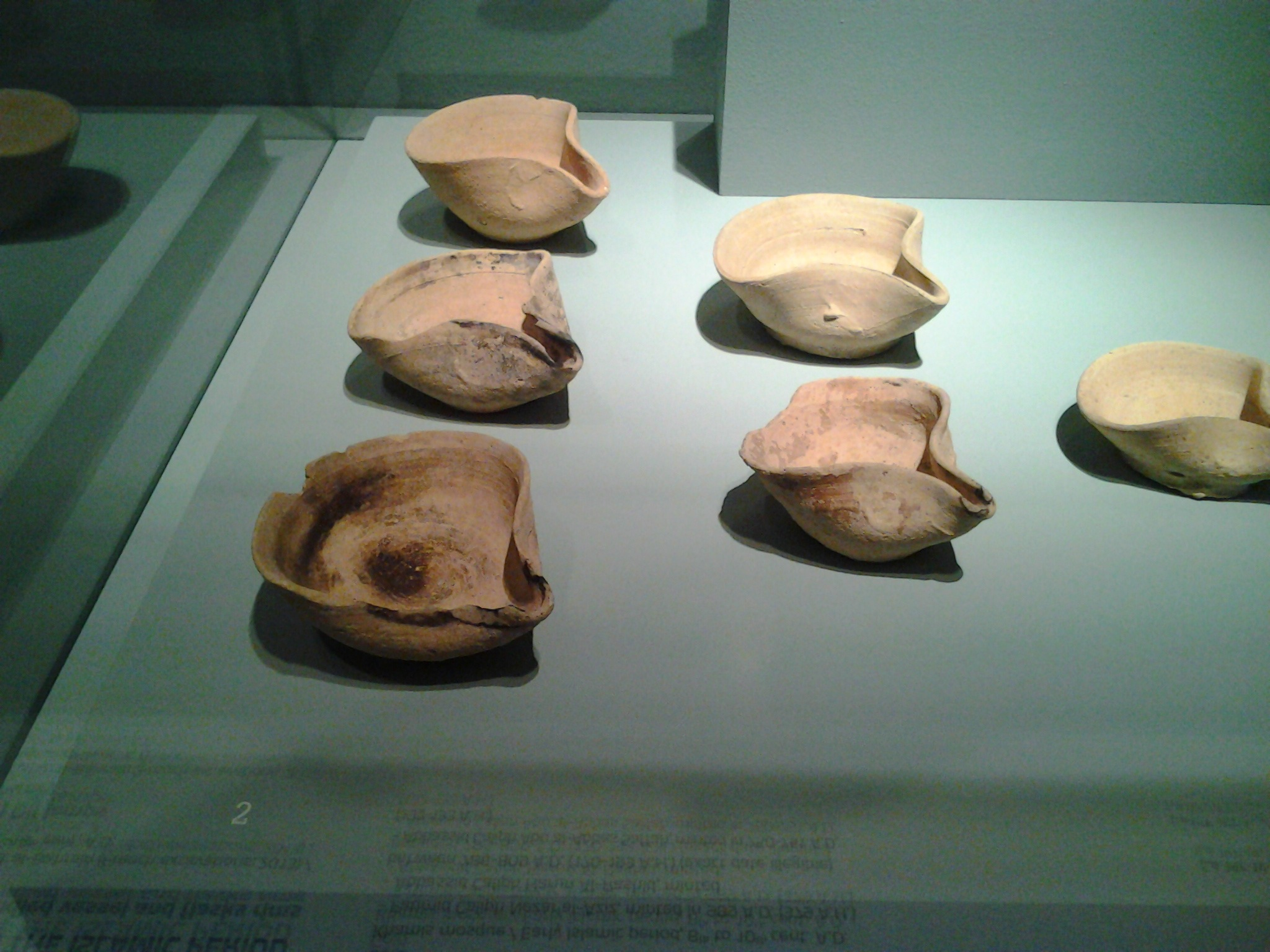
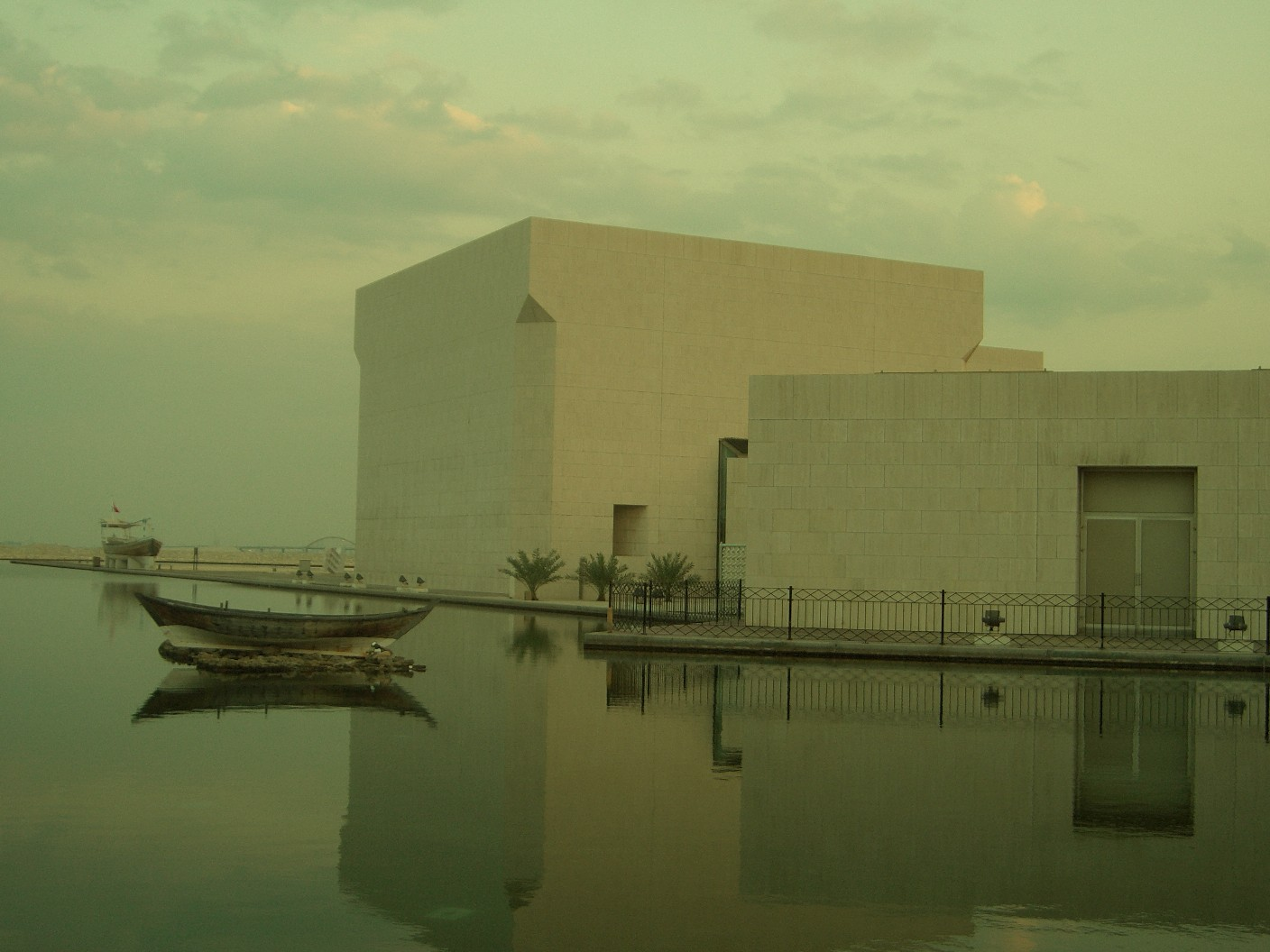